# خيري منصور
خيري منصور (1945 - 2018) كاتب وشاعر وناقد أردني من أصل فلسطيني، وزوجته هي الكاتبة أمل منصور. ولد في قرية دير الغصون بالقرب من طولكرم عام 1945. درس في الضفة الغربية حتى أنهى دراسته الثانوية، ثم انتقل للدراسة في القاهرة. أثناء نكسة حزيران عام 1967، أبعدته سلطات الاحتلال الإسرائيلي عن فلسطين، فانتقل إلى الكويت ثم بيروت ثم العراق.

## عمله
أصدر مجلة «الفكر العربي المعاصر» في بيروت وعمل في تحريرها. ثم عمل محرراً في مجلة الأقلام العراقية، ثم محرراً أدبياً في جريدة الدستور حيث كان يكتب في أحد أعمدتها اليومية.

## مؤلفاته
- دواوين ومجموعات شعرية:[3]

- «غزلان الدم» -1981
- «لا مراثي للنائم الجميل» -1983
- «ظلال» -1978
- «التيه وخنجر يسرق البلاد» -1987
- «الكتابة بالقدمين» -1992

- الكتب النقدية:

- «الكف والمخرز» -1980: دراسة في الأدب الفلسطيني بعد عام 1967 في الضفة والقطاع.
- «أبواب ومرايا: مقالات في حداثة الشعر» - 1987
- «تجارب في القراءة» -1988
- في حداثة الشعر
- تجارب في القراءة